# Jean François Dupré
Pour les articles homonymes, voir Dupré.
Jean François Dupré, né le 28 octobre 1759 à Stenay (Meuse), mort le 25 octobre 1833 à Versailles (Yvelines), est un militaire français de la Révolution et de l’Empire.

## États de service
Il entre en service le 19 mars 1780, comme hommes d’armes des ordonnances, sous le titre gendarme de la reine, dans le corps de la gendarmerie de France, et il sert dans ce corps jusqu’à la dissolution de celui-ci le 1er avril 1788. 
Le 1er juin 1788, il passe comme maréchal des logis surnuméraire avec rang de sous-lieutenant dans le 10e régiment de chasseurs à cheval, où il devient successivement maréchal des logis-chef le 6 juin 1789, adjudant sous-officier le 30 avril 1792, et sous-lieutenant titulaire le 21 août suivant. Il fait les campagnes de 1792 à l’an IX, aux armées du Rhin, de la Moselle, des Alpes, d’Italie, d’Angleterre et du Danube. 
Le 16 mai 1793, il est nommé lieutenant, et le 8 juin suivant, il devient aide de camp du futur général Eblé. Le 7 mars 1794, il reçoit son brevet de capitaine, et celui de chef d’escadron le 8 décembre 1796, qui lui est conféré par le général en chef Bonaparte, pour sa belle conduite pendant les journées des 15, 16 et 17 novembre à Arcole, où il fait 700 prisonniers autrichiens.
Le 13 mars 1797, à la tête de 2 escadrons de son régiment, il passe le Piave, et il fait prisonnier le général-major de Lusignan, qu’il conduit au général Masséna. Employé à l’armée d’Helvétie, il est nommé chef de brigade le 22 mai 1802, au 12e régiment de hussards, devenue 30e régiment de dragons en 1803, et il vient tenir garnison à Vesoul. Il est fait chevalier de la Légion d’honneur le 11 décembre 1803, et officier de l’ordre le 14 juin 1804.
En l’an XIII, il est envoyé à Moulins, et lors de la reprise des hostilités, il fait partie de l’armée d’Italie pour faire la campagne d’Autriche. En 1806, il passe à l’armée de Naples, et il participe au siège de Gaète, puis il sert en Calabre. Obligé par l’état de sa santé de quitter le service actif, il est nommé commandant d’armes à Livourne le 9 février 1808, et en 1810, il commande en plus le département de la Méditerranée. Attaqué par les Anglais pendant les journées du 13 au 15 décembre 1813, il les repousse constamment, les force à se rembarquer dans la nuit du 15 décembre, et il leur fait 203 prisonniers.
Rentré en France sur ordre du gouvernement, il est mis à la disposition du ministre de la guerre le 20 février 1814, et il reste en non activité lors de la première restauration. Le roi louis XVIII le fait chevalier de Saint-Louis le 6 novembre 1814.
Pendant les Cent-Jours, l’Empereur lui confie le commandement de la place du Quesnoy, mais au retour des Bourbons, il n’est pas confirmé dans son emploi, et il est admis à la retraite le 6 octobre 1815. Il est promu maréchal de camp honoraire le 17 octobre 1821.
Il meurt le 25 octobre 1833, à Versailles.

## Sources
- A. Lievyns, Jean Maurice Verdot, Pierre Bégat, Fastes de la Légion-d'honneur, biographie de tous les décorés accompagnée de l'histoire législative et réglementaire de l'ordre, Tome 3, Bureau de l’administration, 1844, 529 p. (lire en ligne), p. 138.
- « Cote LH/859/47 », base Léonore, ministère français de la Culture
- Léon Hennet, Etat militaire de France pour l’année 1793, Siège de la société, Paris, 1903, p. 275.
- Charles Théodore Beauvais et Vincent Parisot, Victoires, conquêtes, revers et guerres civiles des Français, depuis les Gaulois jusqu’en 1792, tome 26, C.L.F Panckoucke, janvier 1822, 414 p. (lire en ligne), p. 332.
- L'intermédiaire des chercheurs et curieux, Benjamin Duprat, Libraire de l'Institut, 1911, p. 849.